# داتاتریا
داتاتریا (به سانسکریت: दत्तात्रेय؛ Dattātreya)، داتا یا داتاگورو، یک پارادایم سانیاسی، حکیم و مانک است و به عنوان یکی از ایزدهای هندو تکریم می‌شود. داتاتریا در برخی ایالت‌های هندوستان به عنوان تلفیق اوتار سه خدای هندو، برهما، ویشنو و شیوا شناخته می‌شود که جمعاً به آن تریمورتی می‌گویند. در برخی از متون مثل برهما پورانه نیز به عنوان تجسم ویشنو شناخته می‌شود. پدر داتاتریا آتری موری، مادرش آناسویا و همسرش آناگادِوی نامیده می‌شد.